# Non siamo più bambini
Non siamo più bambini (Young People) è un film del 1940 diretto da Allan Dwan.
È una commedia drammatica statunitense a sfondo musicale con
Shirley Temple, Jack Oakie e Charlotte Greenwood, ed è l'ultimo film interpretato dalla Temple nella sua fase di bambina prodigio.

## Trama
Una coppia di attori di vaudeville adottano una trovatella figlia di loro colleghi. I tre costituiscono un trio di successo, ma , per dare un futuro alla figlia adottiva, i due coniugi decidono di ritirarsi in una casa di campagna ereditata dalla ragazza.
Nella cittadina di provincia dove giungono, inizialmente, malgrado i tentativi di socializzare , i tre vengono bruscamente emarginati, ma quando il capofamiglia salva alcuni ragazzi durante un uragano, le cose si mettono per il meglio con inevitabile lieto fine.

## Produzione
Il film, diretto da Allan Dwan su una sceneggiatura di Edwin Blum, Don Ettlinger e Hilary Lynn (quest'ultima non accreditata) e un soggetto degli stessi Blum e Ettlinger, fu prodotto da Harry Joe Brown per la Twentieth Century Fox Film Corporation e girato nei 20th Century Fox Studios a Century City, Los Angeles, California, dal 15 marzo 1940. Il titolo di lavorazione fu  The Come Back.

## Colonna sonora
- Fifth Avenue (1940) - musica di Harry Warren, parole di Mack Gordon, cantata e ballata da Shirley Temple, Jack Oakie e Charlotte Greenwood
- I Wouldn't Take A Million (1940) - musica di Harry Warren, parole di Mack Gordon, cantata da Jack Oakie
- The Mason-Dixon Line (1940) - musica di Harry Warren, parole di Mack Gordon, cantata e ballata da Jack Oakie e Charlotte Greenwood
- Tra-La-La-La (1940) - musica di Harry Warren, parole di Mack Gordon, cantata e ballata da Shirley Temple, Jack Oakie e Charlotte Greenwood
- Young People (1940) - musica di Harry Warren, parole di Mack Gordon, cantata e ballata da Shirley Temple
- On the Beach at Waikiki (1915) - musica di Henry Kailimai, parole di G.H. Stover, cantata da Jack Oakie e Charlotte Greenwood, ballata da Shirley Temple
- Baby Take a Bow (1934) - musica di Lew Brown, Jay Gorney, parole di Lew Brown, cantata da Jack Oakie e Charlotte Greenwood, e da Jack Oakie
- Flow Gently, Sweet Afton - tradizionale
- The Japanese Sandman (1920) - musica di Richard A. Whiting
- Auld Lang Syne - tradizionale
- The Farmer in the Dell - tradizionale
- Turkey in the Straw - tradizionale

## Distribuzione
Il film fu distribuito con il titolo Young People negli Stati Uniti dal 30 agosto 1940 (première a New York il 24 agosto) al cinema dalla Twentieth Century Fox.
Altre distribuzioni:
- in Finlandia il 16 marzo 1941 (Tanssi, Shirley, tanssi)
- in Portogallo il 9 aprile 1941 (Gente Nova)
- in Svezia il 6 novembre 1942 (Unga människor)
- in Italia (Non siamo più bambini)
- in Brasile (Mocidade)
- in Grecia (Rodini zoi)

## Critica
Secondo il Morandini il film è una "commedia in musica, deboluccia e garbata". Secondo Leonard Maltin il film è una "debole commedia musicale, uno degli ultimi e minori film della Temple".

## Promozione
La tagline è: FUN and songs! Fun AND songs! Fun and SONGS!...DANCES TOO!.